# Памятник нидерландскому языку

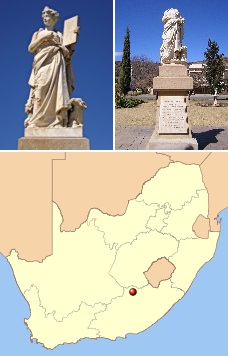
Памятник нидерландскому языку в Восточной Капской провинции

Па́мятник нидерла́ндскому языку́ (нидерл. Nederlandse taalmonument) — находится в южноафриканском городке Бюргерсдорп и является единственным монументом в мире, посвящённым нидерландскому языку. Надпись гласит: «Победа голландского языка» (нидерл. De overwinning van de Hollandsche taal).
Памятник состоит из двух задрапированных женских фигур, находящихся рядом друг с другом на отдельных пьедесталах. Одна представляет собой первоначальную, но позже разрушенную скульптуру, вторая является подаренной британцами копией. По бокам находятся панели с датой, названием и прочей информацией.

## Предыстория
После аннексии англичанами в 1814 году Капской колонии нидерландский (голландский) язык не был в ней официальным языком, хотя нидерландскоязычных жителей там было большинство. В 1878 году члены Ассоциации защиты фермеров Южной Африки (нидерл. Zuid-Afrikaansche Boeren-Beschermingsvereniging) в округе Альберт решили обратиться к правительству с просьбой признать нидерландский (голландский) официальным языком. АЗФЮА подал в 1879 году первую петицию правительству с просьбой о признании. 27 мая 1881 года в парламент Капской колонии с той же просьбой была подана петиция с 5000 подписей. Эти петиции были отклонены парламентом, но затем туда поступила новая петиция. 9 июня 1882 года законопроект был принят в парламенте колонии, и нидерландский (голландский) был признан официальным языком.

## Создание
Памятник был поставлен в 1893 году в честь борьбы за официальный статус нидерландского языка в британской Капской колонии. А жители общины Альберт, в которой находится Бюргерсдорп, были особенно упорными сторонниками нидерландского языка.
Памятник был открыт 17 и 18 января 1893 года. Представляет собой скульптуру женщины, которая олицетворяет свой родной голландский язык. Женщина указывает пальцем на страницу книги и говорит: «Победа голландского языка».
На церемонии открытия присутствовали сотни людей, включая знаменитых Яна Хофмеера и дю Туа, лидеров движения африканеров. Они произносили речи о гордости нидерландского языка — как на собственно нидерландском, так и на африкаанс.

## Разрушение и восстановление
В 1899 году Великобритания объявила войну бурским государствам — Трансваалю и Оранжевой Республике. Статуя была разрушена британцами в 1901 году, а обломки, по некоторым утверждениям, были выброшены в море.
После победы во Второй Бурской войне британцы решили восстановить статую; в 1907 году на том же месте была установлена копия, поскольку теперь нидерландский снова стал официальным языком всей Южной Африки (наряду с английским). Старая статуя, без головы и без рук, была случайно найдена в 1939 году на свалке около Кинг-Уильямс-Тауна и затем возвращена на своё место.

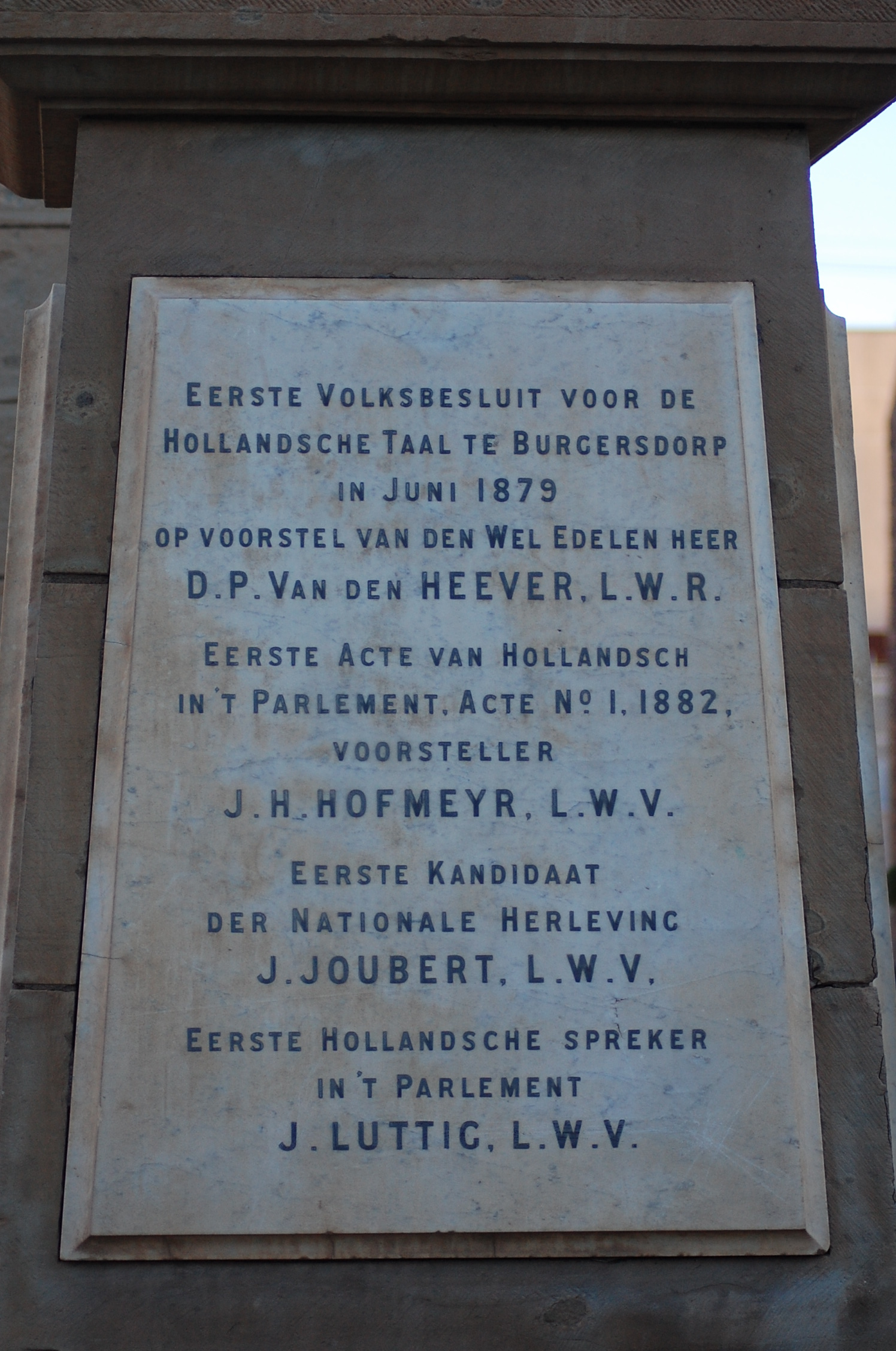
Надпись на постаменте памятника

## Надписи
По бокам постамента памятника находятся панели (таблички) с надписями. На передней (1-й) панели указаны имена борцов за нидерландский язык. Смотрите фото.
На 2-й панели::
Erkend is nu de moedertaal — Отныне признан родным языком
in Raad, Kantoor en schoollokaal — в Совете, офисе и школе
На 3-й панели::
Voor moedertaal en vaderland — Для родного языка и Родины
Staat hier deez' eerezuil geplant — стоит здесь почётный столб
На 4-й панели::
Bewaar Gij onze Taal, O Heer, — Спаси Свой наш язык, Господи
Tot Uw en onzer vaderen eer — Ради Твоих и наших отцов